# Myotis martiniquensis
Myotis martiniquensis é uma espécie de morcego da família Vespertilionidae.
Pode ser encontrada nos seguintes países: Barbados e Martinique.